# Siegfried Kettling
Siegfried Kettling (* 7. August 1937 in Werdohl, Sauerland, Nordrhein-Westfalen; † 11. April 2024 in Wetzgau bei Schwäbisch Gmünd, Baden-Württemberg) war ein deutscher evangelischer Pfarrer, Autor und theologischer Lehrer.

## Leben
Siegfried Kettling studierte evangelische Theologie. Wegen einer schweren Krankheit (Dickdarmentzündung) musste er sein Studium nach dem zweiten Semester für ein Jahr unterbrechen. Nach seinem Studium war er Theologe im Gnadauer Verband und hat dadurch den landeskirchlichen Pietismus in der zweiten Hälfte des 20. Jahrhunderts wesentlich mitgeprägt. Von 1974 bis 2002 war er theologischer Lehrer an der Evangelischen Missionsschule in Unterweissach. Er unterrichtete Neues Testament, Systematische Theologie, Kirchengeschichte, Griechisch und Homiletik. Literatur, Geschichte und Musik spielten eine Rolle in seiner Lehre und Verkündigung. Neben seiner Lehrtätigkeit engagierte er sich für das Christival, an den Offenen Abenden in Stuttgart, in der Bildung theologischer Laien und an Konferenzen evangelischer Pfarrpersonen und Prediger. 

## Lehre
Zentral in Kettlings Theologie war die reformatorische Rechtfertigung des Gottlosen durch Jesus Christus. Deshalb waren für ihn sola gratia, solus Christus und sola fide von Bedeutung für die neue Identität, das Selbstverständnis und die Zukunft des Menschen. Christlicher Glaube war für ihn nicht einfach Abziehbild glücklicher Erfahrungen und Erlebnisse, sondern mehr auch Glaubensbekenntnis gegen die Anfechtung, das eigene dunkle Erleben und die eigenen Gefühle, ein sogenanntes Hindurch-Glauben, Heraus-Glauben und Zusammen-Glauben, um zur hellen Liebe Gottes durchzubrechen.

## Familie
Kettling war verheiratet mit Christa, sie hatten zusammen drei Söhne, von denen einer 1986 bei einem Motorradunfall starb.

## Ehrungen
Am 2. November 2002 wurde ihm von der Theologischen Fakultät in Tübingen die Ehrendoktorwürde verliehen.

## Schriften
- und Ihr sollt auch leben. Mit Christus in die Weite, Hänssler, Neuhausen 1960, ISBN 3-7751-1600-1.
- Wer bist du, Adam? Gottes Geschichte mit den Menschen, 1977, ISBN 3-417-20487-9.
- und der sagte ja, Hänssler-Verlag, Neuhausen 1979, ISBN 3-7751-0418-6.
- Eseleien: einige Kapitel Eselspädagogik für solche, die ihm (nicht) ähnlich werden wollen. Brockhaus, Wuppertal 1981, ISBN 3-417-20298-1 (Text [abgerufen am 26. Mai 2024]).
- Toleranz und Wahrheit – wie Hund und Katze? R. Brockhaus, Wuppertal 1981, ISBN 3-417-20310-4.
- Wie der Mensch zum Menschen wird, Brunnen, Gießen 1981 und 1985, ISBN 3-7655-3234-7.
- Das Gewissen: Erfahrungen, Deutungen, biblisch-reformatorische Orientierung, Brockhaus, Wuppertal 1985, ISBN 3-417-29516-5.
- Das Evangelium des Malers Mathis: Betrachtungen zum Isenheimer Altar, R. Brockhaus, Wuppertal 1985, ISBN 3-417-24307-6. 2. Auflage: Das Weihnachtsevangelium. Betrachtungen zum Isenheimer Altar, R. Brockhaus, Wuppertal 1986, ISBN 3-4172-4309-2.
- Du gibst mich nicht dem Tode preis. Persönliche Erfahrung und biblisch-theologische Grundlegung, Brunnen, Gießen 2004, ISBN 3-7655-1339-3; Esras.net, Niederbüren 2018.
- Typisch Evangelisch: Grundbegriffe des Glaubens. Brunnen-Verlag, Gießen/Basel 1992, ISBN 3-7655-9537-3.
- Zwischen Trauer und Trost; Vom Umgang mit dem Leid, Brunnen, Gießen 1995, ISBN 978-3-7655-9066-5.
- Unter Gottes Regenbogen: Zeichen Gottes für eine neue Welt, 1998, ISBN 3-7751-2628-7.
- mit Eberhard Tzschoppe: Herr, unser Herrscher. Die Johannes-Passion von Johann Sebastian Bach theologisch und musikalisch erklärt, 2002, ISBN 978-3-7751-3759-1.
- Was kann der menschliche Wille leisten? Vom „freien“ oder „unfreien“ Willen. Jesus Christus Allein, Ennepetal 2009, ISBN 978-3-00-028711-4.
- Christus – unsere Gerechtigkeit. Urworte der Bibel – Kernworte der Reformation, Esras.net, Niederbüren 2021, ISBN 978-3-03890-070-2.